# Pycnothea flynni
Pycnothea flynni là một loài nhện biển trong họ Ascorhynchoidea (incertae sedis). Chúng được miêu tả khoa học năm 1940 bởi Williams.